# Episcja
Episcja (Episcia Mart.) – rodzaj roślin z rodziny ostrojowatych (Gesneriaceae). Obejmuje 9 gatunków. Występują one naturalnie w północnej części Ameryki Południowej i w Ameryce Środkowej, na obszarach o klimacie tropikalnym (od południowego Meksyku po Peru i środkową Brazylię). Niektóre gatunki uprawiane są jako rośliny ozdobne.

## Systematyka
Pozycja systematyczna
Rodzaj z rodziny ostrojowatych (Gesneriaceae) należącej do rzędu jasnotowców (Lamiales) reprezentującego dwuliścienne właściwe.
SynonimyAlsobia Hanst., Centrosolenia Benth., Cyrtodeira Hanst., Physodeira Hanst.
Wykaz gatunków
- Episcia andina Wiehler
- Episcia cupreata (Hook.) Hanst. – episcja miedzianolistna[4]
- Episcia duidae Feuillet
- Episcia fimbriata Fritsch
- Episcia lilacina Hanst.
- Episcia prancei Wiehler
- Episcia reptans Mart. – episcja rozesłana[4]
- Episcia rubra Feuillet
- Episcia sphalera Leeuwenb.